# Culpinia
Culpinia là một chi bướm đêm thuộc họ Geometridae.

## Các loài
- Culpinia diffusa (Walker, 1861)